# الكريف (يريم)

تعديل مصدري - تعديل

الكريف محلة تابعة لقرية سحمر، التابعة لعزلة بني مسلم بمديرية يريم إحدى مديريات محافظة إب في الجمهورية اليمنية.، بلغ تعداد سكانها 51 حسب تعداد اليمن لعام 2004.